# Ferdinand de Lesseps
Ferdinand de Lesseps (født 19. november 1805, død 7. december 1894) var en fransk ingeniør, som bl.a. stod for bygningen af Suez-kanalen.
Hans næste store projekt blev bygning af en kanal igennem Panama, men projektet endte i fiasko. Panamakanalen blev senere fuldført af USA.
Han gav ophav til palindromet "A man, a plan, a canal – Panama", første gang publiceret af Leigh Mercer i et nummer af Notes & Queries fra november 1948. 

## Suez-kanalen
Lesseps trådte som nittenårig ind i det franske diplomatis tjeneste, til at begynde med som assistent for sin far, som var ambassadør. I 1833, da han var 27 år, blev han sendt til Kairo. Måske fordi han ikke var hæmmet af teknisk eller økonomisk uddannelse, fik han idéen til Suez-kanalen. Tiår med studier og forhandlinger fulgte, mens han arbejdede som diplomat i flere lande. Efter endt tjeneste i Madrid vendte han hele sin energi mod projektet. I 1854 gav Egyptens khediv (vicekonge), Said Pasha, ham tilladelse til at iværksætte arbejdet, og i 1858 dannede han et selskab til formålet. Halvparten af kapitalen blev betalt af franske investorer, 44 pct af vicekongen.  Kanalen blev bygget mellem 1859 og 1869.

## Panamakanalen
Som 64-årig giftede Lesseps sig med en tyveårig kvinde, og fik efterhånden tolv børn med hende.
I 1878 ble han præsident for det franske selskab som blev dannet for at bygge Panamakanalen. Af de 138 delegater fra 22 interesserede lande, var mindre end en tredjedel ingeniører, og ingen havde besøgt Centralamerika. De amerikanske delegater foretrak den billigste løsning, der gik ud på at bygge sluser og dæmninger langsmed floden San Juan, fra Atlanterhavet op til Nicaragua-søen, og derefter ned til Stillehavet med én kanal og flere sluser. Uheldigvis havde en fransk delegat, Napoleon Bonaparte Wyse, sikret sig tilladelse fra Colombia til at bygge en kanal på havniveau gennem landtungen i Panama. Lesseps pressede hårdt på for denne løsning, til trods for invendinger om de tekniske problemer, den ville medføre. Lesseps lod sig ikke rokke, og den franske delegation – på et tidspunkt, da kun halvdelen af den var til stede – gav efter for pres fra Lesseps og valgte Panama-løsningen. Af totalt 138 delegater stemte 78 for Panama, hvoraf de fleste var franskmænd. Imidlertid stemte ingen af de fem franske ingeniører for forslaget. En af dem, Adolphe Godin de Lepinay, rejste sig og fremsatte en alternativ plan for en slusekanal, i stedet for en kanal på havniveau. Han blev pebet ud og måtte sætte sig igen. Hans plan blev dog senere iværksat af USA. 
Omkostningerne var sat til mindst 530 milliarder franske franc, og byggeplanen anslået til at tage fra otte til tolv år. Et amerikansk selskab, der drev en jernbanelinje gennem området, måtte købes ud for 125 millioner franc, med en fortjeneste på 300 pct. Rygter verserede om de dødelige sygdomme i området. For at modbevise det, rejste Lessps personligt til Panama, medbringende kone og tre af deres børn. De var der i en måned uden at smittes af feber. Imidlertid rejste de i den tørre årstid. Panamakanalen blev påbegyndt i 1881, og med regntiden kom skyer af insekter. De enorme kratere, som byggeaktiviteten medførte, var ideelle til udklækning af myg, som udbredte gul feber og malaria. Antal døde har været sat så højt som 50.000, tilsvarende to tredjedele af alle franskmænd, der havde sat sin fod i Panama. 
I 1885 skrinlagde man omsider planen om en kanal på havniveau, og byggede sluser. Lesseps rejste til Panama igen, men han levede stadig i sin drømmeverden og nægtede at indse, at projektet var nær ved at gå tabt. Hans søn Charles ledede anlægget fra dag til dag, og skærmede sin far for driftsrapporterne. Man prøvede at finansiere bygningen ved en kombination af obligation og lotteri, men det franske senat skulle give sin tilladelse, og var ikke glad for de resultater, bygningen af Panamakanalen hidtil havde frembragt. To svindlere, Cornelius Herz og baron Jacques de Reinach, gik imidlertid ind for sagen. I 1889 kunne franske aviser ikke længere bestikkes til tavshed. Efter ti år og 400 millioner franc faldt Compagnie Internationale et Universelle du Canal de Panama sammen. Men så mange prominente personer og indflydelsesrige journalister var involveret, at sandheden blev fortiet. Da Herz og Reinach begge var jøder, var det den antisemitiske avis La Libre Parole, som afslørede det hele. Reinach tog sit liv efter udpresning af Herz, og skandalen var nu af et sådant omfang, at myndighederne måtte tage affære. 

## Retssagen
Manglende midler var skyld i, at Panamakanal-foretagendet gik bankerot, og efterforskningen afslørede, at mindst 150 senatorer og repræsentanter, samt næsten alle større franske aviser, havde modtaget betydelige bestikkelser. Kun en tredjedel av de økonomiske midler var benyttet til gravearbejde. En tredjedel var gået til bestikkelser, og den sidste tredjedel sløset væk. Over hundrede parlamentarikere stod anklaget; kun én indrømmede skyld og blev dømt. Selskabets styremedlemmer, deriblandt den da demente Lesseps og hans søn Charles, blev dømt for økonomisk utroskab. Pga en juridisk formalitet blev dommene ophævet af en højere domstol. Dermed kom alle fra det; bortset fra aktionærene. Deres penge gik tabt.  Granskere både den gang og senere har delt den opfatning, at Lesseps kun var skyld i forsømmelser, ikke i korruption.